# Pleocoma blaisdelli
Pleocoma blaisdelli är en skalbaggsart som beskrevs av Linsley 1938. Pleocoma blaisdelli ingår i släktet Pleocoma och familjen Pleocomidae. Inga underarter finns listade i Catalogue of Life.